# Savès
El Savès, (en occità: Savés) és un parçan o comarca d'Occitània situat a la Gascunya. La seva vil·la principal és Lombèrs. Aquesta petita comarca pren el nom del Sava, un afluent del riu Garona.
Segons la proposta de divisió territorial d'Occitània del diari Jornalet, basada en l'obra de Frederic Zégierman Le Guide des pays de France, el Savès estaria ubicat a la regió de la Gascunya, subregió de l'Armanyac.
Oficialment, les comunes del Savès estan adscrites  als departaments francesos del Gers (sud-est) i l'Alta Garona (centre-oest), ambdós a la regió administrativa d'Occitània.

## Història

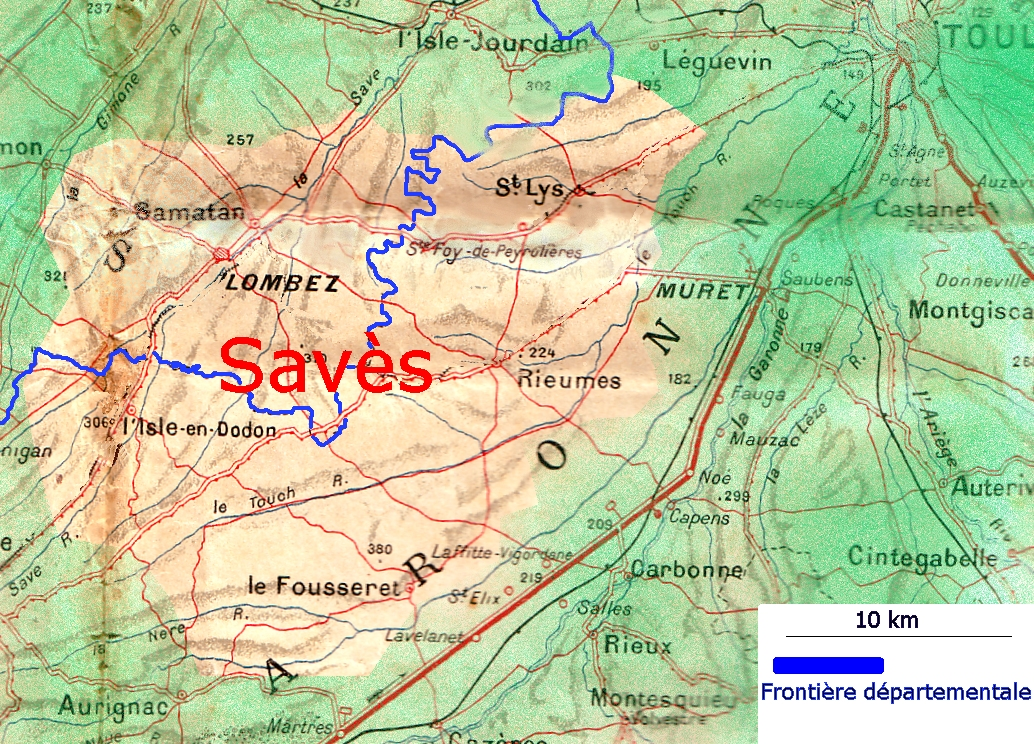

El Savès actual deriva del « pagus Savencii ». La vida local es va organitzar a l'entorn de fundus o grans propietats agrícoles; aquesta implantació romana va seguir fins al segle V quan els visigots van formar el regne d'Aquitània i va agafar les terres. La població va disminuir i el bosc va guanyar terreny. Al segle X sota influència d'ordes monàstics la població es va reagrupar entorn de viles que encara existeixen en general. Els hospitalaris i templaris van crear refugis on cada persona era lliure i rebia un tros de terra, portant a un ràpid desenvolupament evident al segle xii. El 1120 la filla del comte de Tolosa Ramon IV, Dia de Muret, es va casar amb Bernat I, comte de Comenge, al que va aportar el Savès com a dot, que així es va separar de Tolosa. El 1213, després de Muret, Simó de Montfort va fer una ràtzia al Savès; llavors els conflictes entre els comtes de Tolosa i Comenge d'un costat i els de Foix i Armanyac de l'altra, van afectar el Savès. Al segle xvi la pesta negre i la guerra dels Cent Anys van portar a un període fam i destrucció de pobles. Comenge va esdevenir francès el 1498 amb la senyoria de Savès. El 1539 el francès fou declarat obligatori.